# 佩滕伊察湖
佩滕伊察湖也作佩藤伊扎湖、佩腾湖，位于危地马拉北部佩滕省境内，首都危地马拉市东北260公里处。地处海拔80米的石灰岩高原上，东西长约35公里，南北宽约16公里，湖深50米，面积100平方公里。湖水通过地下出流。原为伊察人居住地，1697年被西班牙征服。沿岸主要城市为弗洛雷斯（佩滕省省会）、圣贝尼托、圣安德烈斯等。沿岸大部分为热带雨林，弗洛雷斯周围种植有可可、甘蔗、谷物和热带水果。